# Asian Women's Sevens Championship 2008
El Asian Women's Sevens Championship (Campeonato Femenino de rugby 7 de Asia) de 2008 fue la novena edición del torneo femenino de rugby 7 de la confederación asiática.

## Posiciones

### Grupo A
| Equipo     | Encuentros | Encuentros | Encuentros | Encuentros | Tantos  | Tantos    | Tantos     | Puntos |
| Equipo     | jugados    | ganados    | empatados  | perdidos   | a favor | en contra | diferencia | Puntos |
| ---------- | ---------- | ---------- | ---------- | ---------- | ------- | --------- | ---------- | ------ |
| Kazajistán | 2          | 2          | 0          | 0          | 30      | 5         | +25        | 6      |
| Hong Kong  | 2          | 1          | 0          | 1          | 17      | 15        | +2         | 4      |
| Singapur   | 2          | 0          | 0          | 2          | 5       | 32        | -27        | 2      |

### Grupo B
| Equipo        | Encuentros | Encuentros | Encuentros | Encuentros | Tantos  | Tantos    | Tantos     | Puntos |
| Equipo        | jugados    | ganados    | empatados  | perdidos   | a favor | en contra | diferencia | Puntos |
| ------------- | ---------- | ---------- | ---------- | ---------- | ------- | --------- | ---------- | ------ |
| China         | 2          | 2          | 0          | 0          | 92      | 7         | +85        | 6      |
| Golfo Pérsico | 2          | 1          | 0          | 1          | 34      | 69        | -35        | 4      |
| Sri Lanka     | 2          | 0          | 0          | 2          | 17      | 67        | -50        | 2      |

### Grupo C
| Equipo    | Encuentros | Encuentros | Encuentros | Encuentros | Tantos  | Tantos    | Tantos     | Puntos |
| Equipo    | jugados    | ganados    | empatados  | perdidos   | a favor | en contra | diferencia | Puntos |
| --------- | ---------- | ---------- | ---------- | ---------- | ------- | --------- | ---------- | ------ |
| Tailandia | 2          | 2          | 0          | 0          | 36      | 15        | +21        | 6      |
| Japón     | 2          | 1          | 0          | 1          | 37      | 12        | +25        | 4      |
| Taiwán    | 2          | 0          | 0          | 2          | 5       | 51        | -46        | 2      |

### Copa de Oro
|  | Semifinales | Semifinales | Semifinales |           |       | Copa         | Copa         | Copa         |  |
|  |             |             |             |           |       |              |              |              |  |
|  |             |             |             |           |       |              |              |              |  |
|  | Japón       | Japón       | 5           |           |       |              |              |              |  |
|  | Japón       | Japón       | 5           |           |       |              |              |              |  |
|  | Kazajistán  | Kazajistán  | 0           |           |       |              |              |              |  |
|  | Kazajistán  | Kazajistán  | 0           |           | Japón | Japón        | 17           |              |  |
|  |             |             |             |           | Japón | Japón        | 17           |              |  |
|  |             |             | Tailandia   | Tailandia | 12    |              |              |              |  |
|  | Tailandia   | Tailandia   | Tailandia   | Tailandia | 12    | 14           |              |              |  |
|  | Tailandia   | Tailandia   |             |           |       | 14           |              |              |  |
|  | China       | China       | 7           |           |       | Tercer lugar | Tercer lugar | Tercer lugar |  |
|  | China       | China       | 7           |           |       | Tercer lugar | Tercer lugar | Tercer lugar |  |
|  |             |             |             |           |       |              |              |              |  |
|  |             |             |             |           |       | Kazajistán   | Kazajistán   | 5            |  |
|  |             |             |             |           |       | Kazajistán   | Kazajistán   | 5            |  |
|  |             |             |             |           |       | China        | China        | 17           |  |
|  |             |             |             |           |       | China        | China        | 17           |  |
|  |             |             |             |           |       |              |              |              |  |

| Bandera de Japón |
| Campeón Japón    |
| Primer título    |